# Burg Neu-Gleichenberg

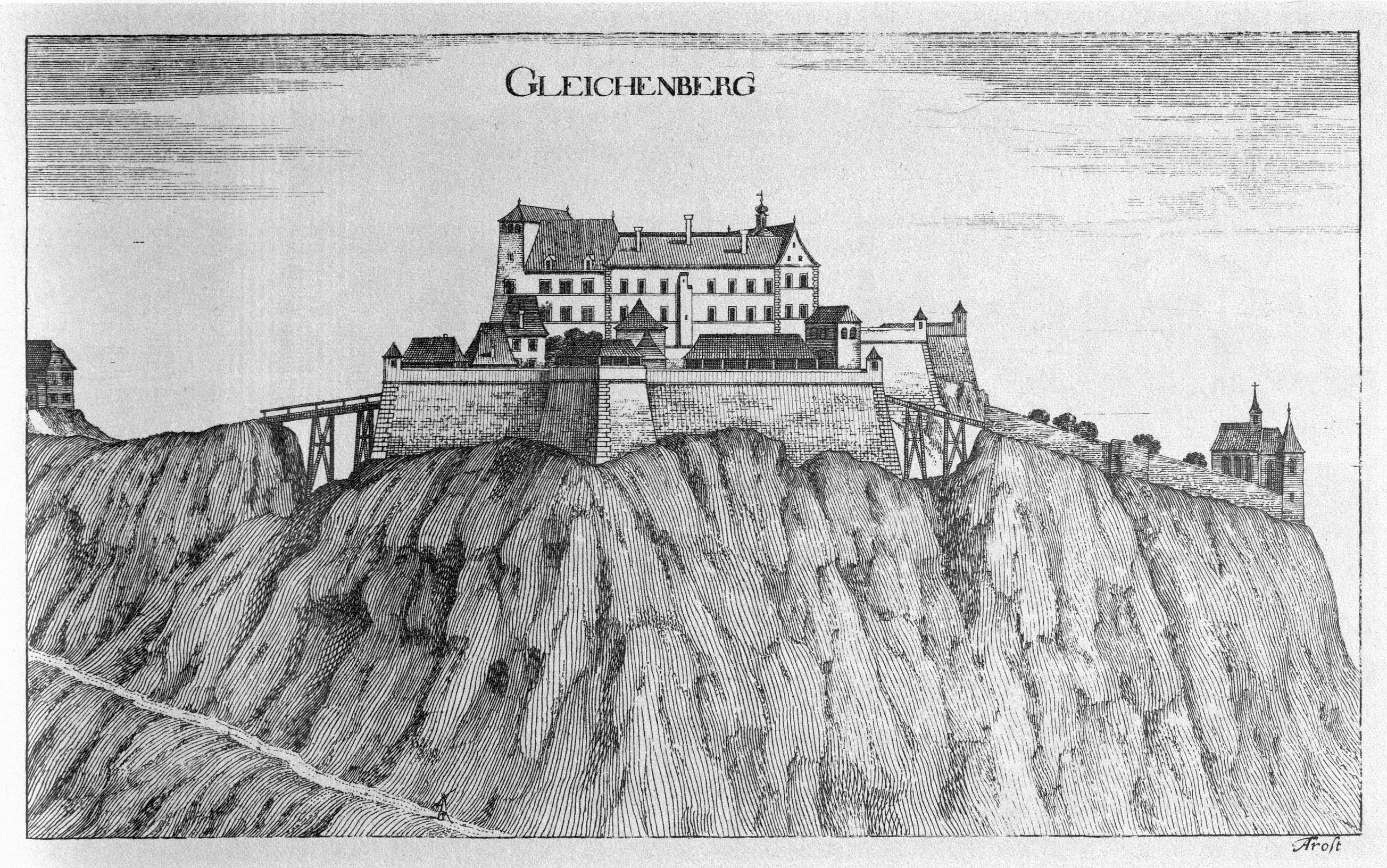
Schloss Gleichenberg (1681)

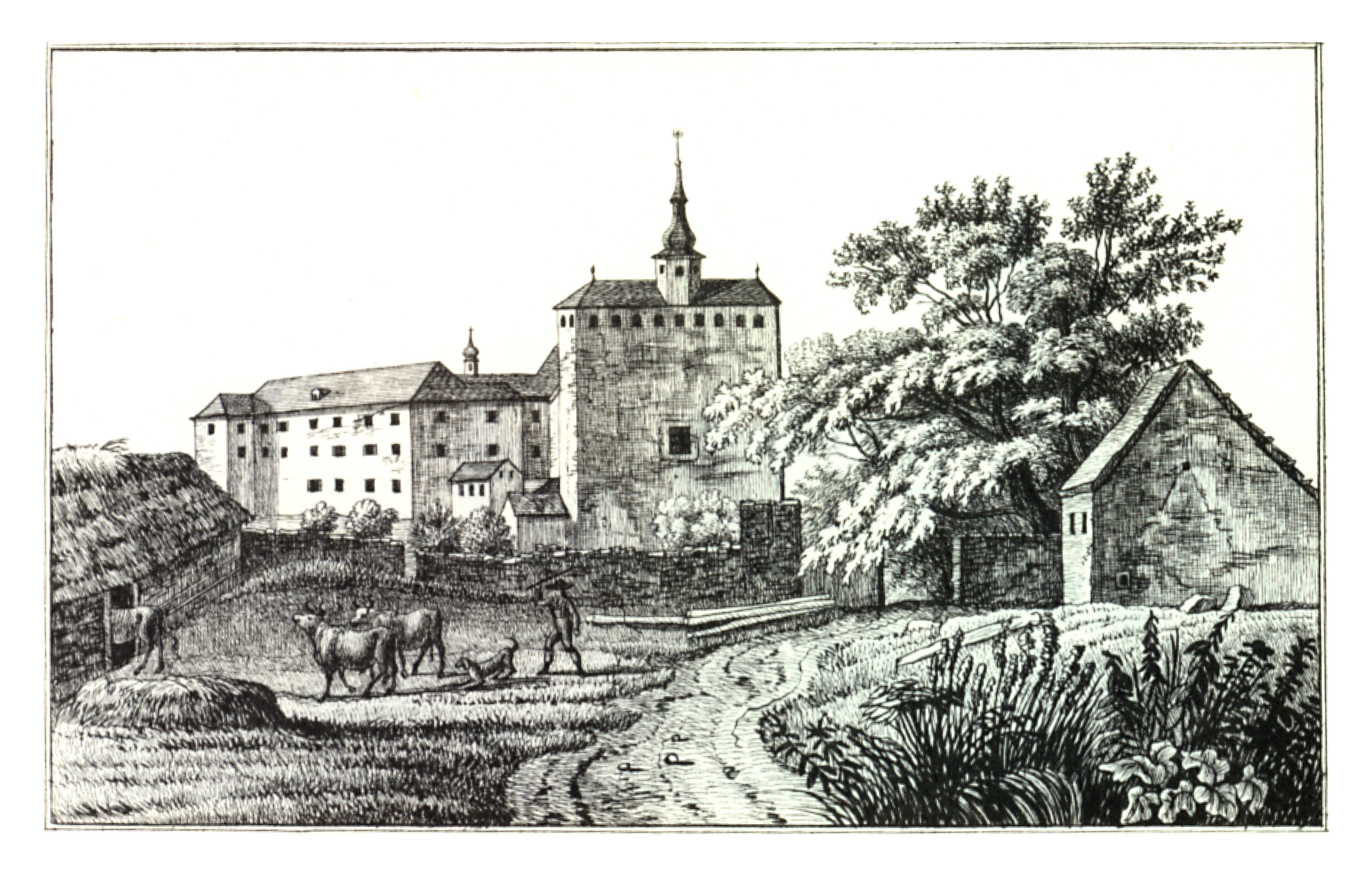
Schloss Gleichenberg (1825)

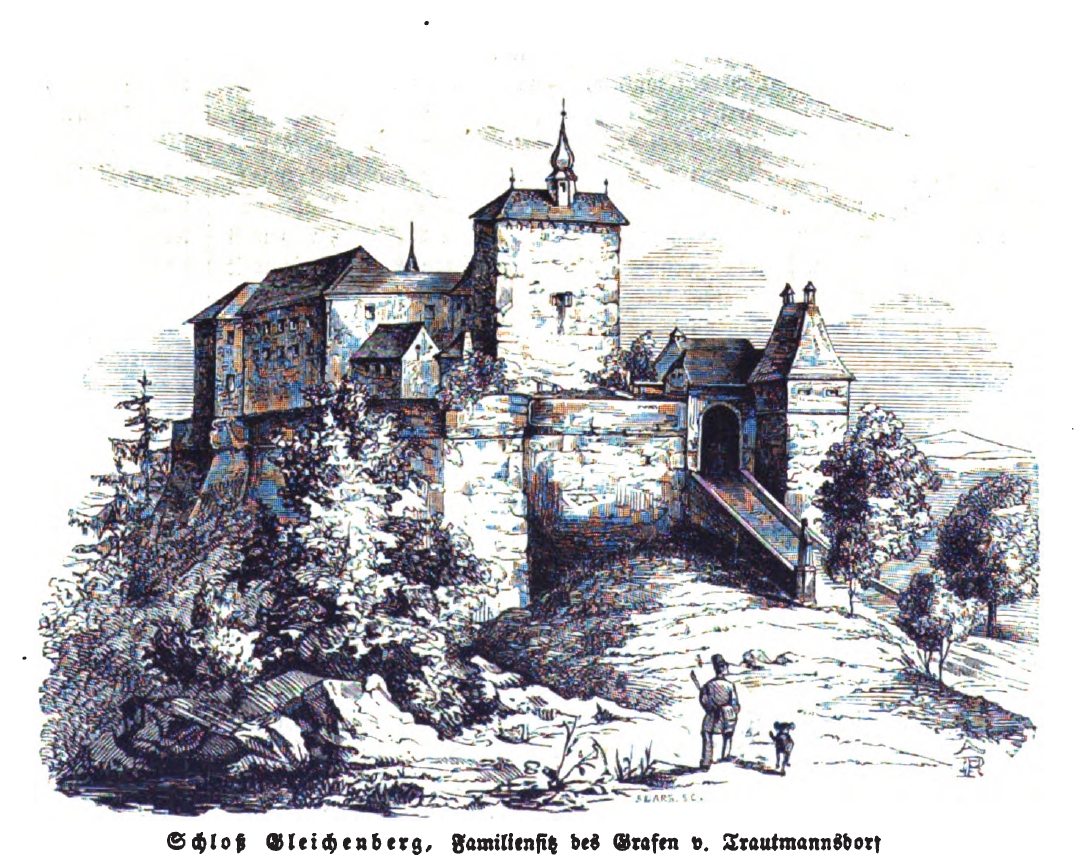
Schloss Gleichenberg (1844)

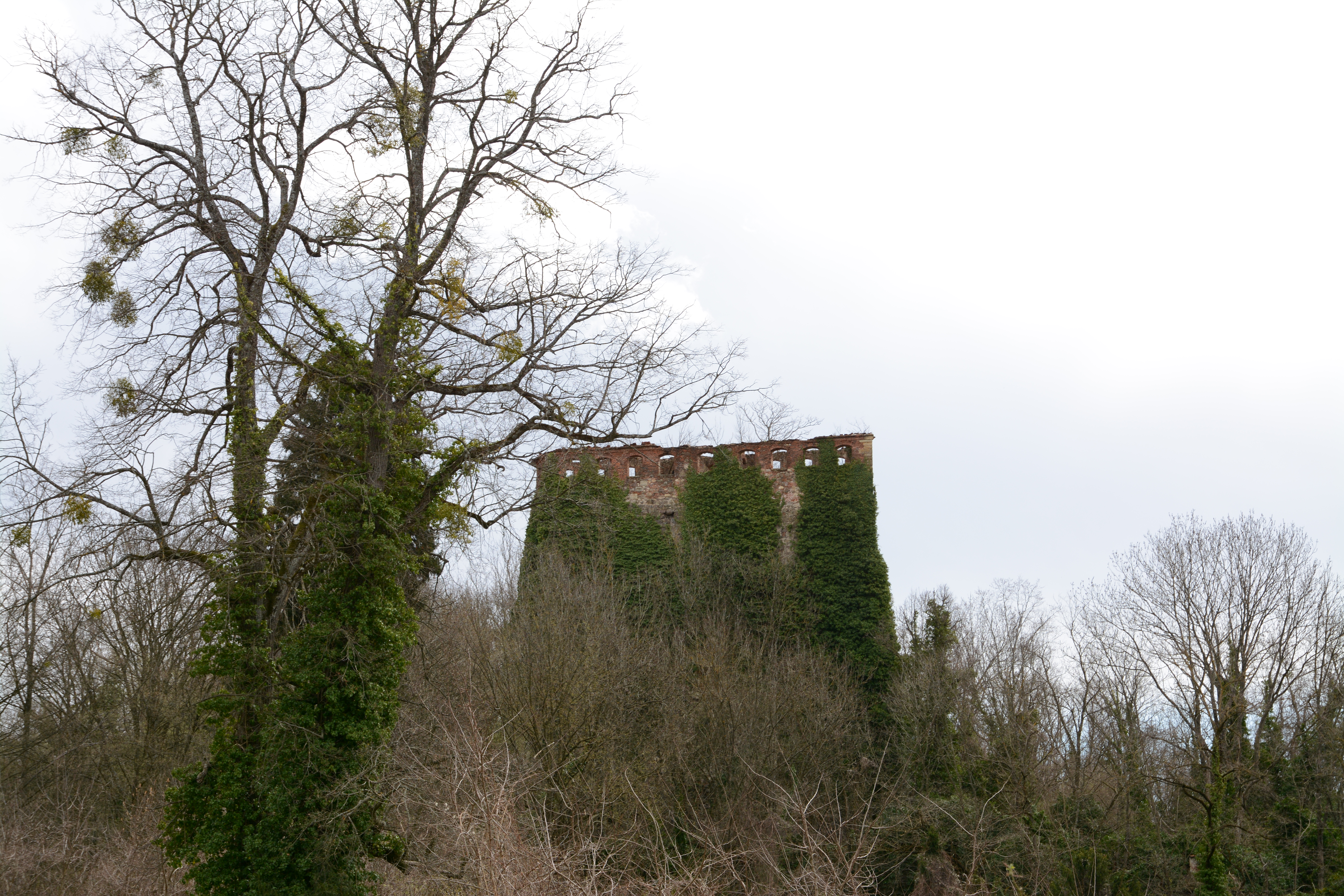
Schlossruine Gleichenberg (2015)

Die Burg Neu-Gleichenberg, auch Schloss Gleichenberg bzw. Schlossruine Gleichenberg, befindet sich in der Gemeinde Bad Gleichenberg in der Steiermark.

## Geschichte
Nach dem Untergang der Burg Alt-Gleichenberg wurde ab 1312 durch die Herren von Walsee Burg Neu-Gleichenberg auf der gegenüberliegenden Seite des Klausenbaches erbaut. Im Laufe des 14. und 15. Jahrhunderts saßen Mitglieder der Graben aus der Kornberger Linie auf Gleichenberg. Von 1581 bis 1945 befand sich die Burg im Besitz der Grafen Trauttmansdorff. 1945, gegen Ende des Zweiten Weltkrieges, wurde das Schloss Gleichenberg bei Kampfhandlungen weitgehend demoliert. Ab 1945 war die Burg im Besitz der Grafen Stubenberg. Ein Brand zerstörte das Schloss am 7. September 1983 endgültig.

## Architektur
Der ehemals stattliche Bau, der um einen rechteckigen dreigeschoßigen Arkadenhof angelegt war, hatte ein östliches Vorwerk. Die endgültige Gestalt mit einer wesentlichen Erweiterung des Baus entstand unter Graf Maximilian von und zu Trauttmansdorff (1584–1650) durch Baumeister Francesco Marmoro. Die abschließenden Inschrift „1624“ steht über dem Rustika-Portal an der Südeinfahrt. Neben dem Arkadenhof bestand eine 4,30 m starke mächtige Schildmauer aus dem 14. Jahrhundert.
In der Nähe der ehemaligen Burg steht ein Meiereigebäude und eine Taverne, das mit „1842“ bezeichnet ist. Davor befindet sich eine Steinfigur des hl. Laurenzius aus dem 18. Jahrhundert.